# Cantone di Villiers-Saint-Georges
Il Cantone di Villiers-Saint-Georges era una divisione amministrativa dell'arrondissement di Provins.
È stato soppresso a seguito della riforma complessiva dei cantoni del 2014, che è entrata in vigore con le elezioni dipartimentali del 2015.
Comprendeva i comuni di:
- Augers-en-Brie
- Beauchery-Saint-Martin
- Beton-Bazoches
- Cerneux
- Chalautre-la-Grande
- Champcenest
- Courchamp
- Courtacon
- Léchelle
- Louan-Villegruis-Fontaine
- Les Marêts
- Melz-sur-Seine
- Montceaux-lès-Provins
- Rupéreux
- Saint-Martin-du-Boschet
- Sancy-lès-Provins
- Sourdun
- Villiers-Saint-Georges
- Voulton